# 리틀 킹
《리틀 킹》(영어: King of the Hill))은 미국에서 제작된 스티븐 소더버그 감독의 1993년 드라마 영화이다. A.E. 호치너가 쓴 대공황 시절 배경의 동명 성장기 회고록에 바탕을 두었다. 제시 브래드퍼드 등이 출연하였고, 앨버트 버거 등이 제작에 참여하였다.

## 줄거리
1930년대 세인트루이스. 어머니가 결핵으로 요양소에 들어가고 아끼는 남동생이 삼촌과 살게 된 후 소년 에런은 홀로 호텔에서 지내며 혹독한 현실을 살아나간다. 독일 이민자인 시계 외판원 아버지는 언제 돌아올지 알 수가 없다. 

## 출연
- 제시 브래드퍼드 - 에런 역
- 예룬 크라베 - 컬랜더 씨 역
- 리사 아이크혼 - 컬랜더 부인 역
- 캐런 앨런 - 매시 양 역
- 스폴딩 그레이 - 멍고 씨 역
- 엘리자베스 맥거번 - 리디아 역
- 캐머런 보이드 - 설리번 역
- 에이드리언 브로디 - 레스터 역
- 존 매코널 - 순찰 경찰관 번스 역
- 앰버 벤슨 - 엘라 맥셰인 역
- 크리스틴 그리피스 - 맥셰인 부인 역
- 캐서린 하이글 - 크리스티나 서배스천 역
- 로린 힐 - 승강기 운전원 역
- 존 더빈

## 기타 제작진
- 배역: 데버라 어퀼라
- 미술: 게리 프룻커프
- 세트: 클레어 저노라 보인
- 의상: 수전 라이올